# Portrett
Portrett är ett musikalbum med Lillebjørn Nilsen, utgivet 1973 av skivbolaget Polydor Records. Albumet återutgavs 2001 och 2003 med bonusspår.

## Låtlista
Sida 1
1. "Gategutt" (Rudolf Nilsen/Lillebjørn Nilsen) – 1:50
2. "Beltet" (Trad.) – 2:31
3. "Birkelandsvisa" (Johannes Birkeland/Trad.) – 2:12
4. "Alle duene" (Lillebjørn Nilsen) – 3:12
5. "Den bakvendte visa" (Trad./Lillebjørn Nilsen) – 3:32
6. "25. september – 72" (P. Coal Creek March-Steele/P. Steele) – 0:45
7. "Regnet er en venn" (Lillebjørn Nilsen) – 2:38

Sida 2
1. "Ola Tveiten" (Lillebjørn Nilsen) – 2:21
2. "John Riley" (Hartvig Kiran/Trad.) – 5:29
3. "Fingra ta fatet" (Lillebjørn Nilsen/Øystein Sunde) – 2:38
4. "Streiken ved de amerikanske jernbaner" (Trad.) – 2:57
5. "Barn av regnbuen" (Lillebjørn Nilsen/Pete Seeger) – 3:11
6. "Jesus bleibet meine freude/Cotton Eyed Joe" (Lillebjørn Nilsen/Johann Sebastian Bach/Trad.) – 2:02

## Medverkande
Musiker
- Lillebjørn Nilsen – sång, akustisk gitarr, hardingfela, banjo, dulcimer, arrangement
- Øystein Sunde – gitarr, basmunspel
- Finn Kalvik – akustisk gitarr
- Trond Villa – violin
- Steinar Ofsdal – flöjt, cello
- Fredrik Wibe, Carl Morten Iversen – kontrabas
- Bjørn Jacobsen – basgitarr
- Willy Kraus – såg
- Espen Rud – trummor, percussion
- Anette Børsum, Anne Marie Siebke, Elisabeth Siebke, Kristin Hexeberg, Sanna Thommesen – bakgrundssång
- Eilif Amundsen, Jørn Erik Jensen, Eivind Bøksle, Hege Tunaal, Lars Klevstrand, Morten Bing – vokal, handklapp

Produktion
- Øystein Sunde – musikproducent, fotograf
- Inge Holst Jacobsen, Egil Berg – ljudtekniker
- Knut Harlem – omslagsdesign
- Øyvind Hansen – omslagskonst
- Stein Thue – fotograf